# Yasu-gawa
La rivière Yasu (野洲川, Yasu-gawa) est un cours d'eau situé dans la préfecture de Shiga au Japon. Elle alimente le lac Biwa.

## Géographie
Longue de 65,3 km, la rivière Yasu s'écoule dans le sud de la préfecture de Shiga, sur l'île de Honshū, au Japon. Elle prend sa source sur les pentes du versant sud du mont Gozaisho (1 212 m), un sommet des monts Suzuka situé dans le parc quasi national de Suzuka,,. Son parcours débute dans le nord-est de Kōka, dont il traverse le nord, d'est en ouest, se poursuit par la traversée de Konan, d'est en ouest, puis de la frontière entre Yasu et Rittō, avant d'atteindre, dans le nord de Moriyama, son embouchure : le lac Biwa,,.
Le bassin versant de la rivière Yasu s'étend sur 387 km2, dans le bassin du fleuve Yodo et le système d'eau douce du lac Biwa,.